# أداس جوسكيفيسيوس
أداس جوسكيفيسيوس (بالليتوانية: Adas Juškevičius)‏ مواليد 3 يناير 1989، هو لاعب كرة سلة ليتواني يلعب مع فريق ليتوفوس رايتس في الدوري الليتواني لكرة السلة.

## فرق لعب لها
- ليتوفوس رايتس

## روابط خارجية
- أداس جوسكيفيسيوس على موقع الاتحاد الدولي لكرة السلة (الإنجليزية)
- أداس جوسكيفيسيوس على موقع الدوري الأوروبي لكرة السلة (الإنجليزية)
- أداس جوسكيفيسيوس على موقع الدوري الإسباني لكرة السلة (الإسبانية)
- أداس جوسكيفيسيوس على موقع كرة السلة الأوروبية.كوم (الإنجليزية)
- أداس جوسكيفيسيوس على موقع ريلجم (الإنجليزية)
- أداس جوسكيفيسيوس على موقع بروبوليرز (الإنجليزية)
- أداس جوسكيفيسيوس على موقع سبورتس رفرنس (الإنجليزية)
- أداس جوسكيفيسيوس على موقع اللجنة الأولمبية الدولية (الإنجليزية)
- أداس جوسكيفيسيوس على موقع أوليمبيديا (الإنجليزية)
- أداس جوسكيفيسيوس على موقع اللجنة الأولمبية الليتوانية (الليتوانية)